# Ardisia cardiophylla
Ardisia cardiophylla är en viveväxtart som beskrevs av Benjamin Clemens Masterman Stone. Ardisia cardiophylla ingår i släktet Ardisia och familjen viveväxter. Inga underarter finns listade i Catalogue of Life.